# Strafrecht (Frankreich)
In Frankreich ist das Strafrecht im code pénal in der neuen Fassung von 1994 kodifiziert. Da Art. 34 der französischen Verfassung auf eine legislative Kompetenz für contraventions verzichtet, konnten diese in der partie réglementaire allein durch règlement (~ Verordnung) geregelt werden. Straftaten werden in crimes (~ Schwerverbrechen), délits (~ Vergehen und mindere Verbrechen) und contraventions (~ Ordnungswidrigkeiten) eingeteilt. Diese Einteilung hat Einfluss auf die gerichtliche Zuständigkeit: Crimes werden vor der cour d'assises verhandelt. Hier besteht auch eine Ermittlungspflicht des Untersuchungsrichters (juge d'instruction).

## Theoriegeschichte
Die Strafbarkeitslehre der französischen Rechtswissenschaft unterscheidet heute „élément matériel“, „élement légal“ und „élément Moral“ zusammen, die – sehr grob betrachtet – Tatbestand, Rechtswidrigkeit und Schuld im Strafrecht Deutschlands entsprechen.
Historisch stehen am Anfang der Entwicklung des Straftatbegriffs Aufklärung und Naturrechtslehre. Muyart de Vouglans beschreibt 1780 einen zweigliedrigen Aufbau:

« Il faut bien distinguer dans le crime le fait et l’intention; le fait sans l’intention ne peut soumettre à (la) justice (humaine). C’est par la réunion du fait extérieur avec l’intention que se forme le crime. »

„Beim Verbrechen ist zu unterscheiden zwischen Geschehen und dem Willen. Das Geschehen ohne den Willen kann menschlicher Gerichtsbarkeit nicht unterliegen. Das Zusammentreffen des äußeren Geschehens mit dem Willen ist es, was das Verbrechen ausmacht.“

Diese zwei Voraussetzungen galten bald in Forschung und Legislative als allgemein anerkannt. Als „Elemente“ der Strafbarkeit wurden sie erstmals zu Beginn des 19. Jahrhunderts bei Pierre-Jean-Paul Barris bezeichnet:

« Tout délit se compose de deux éléments: d’un fait qui en constitue la matérialité, et de l’intention qui a conduit à ce fait et qui en détermine la moralité. »

„Jede Straftat setzt sich aus zwei Elementen zusammen: aus einem Geschehen, das ihren materiellen Gehalt begründet, und aus dem Willen, der zu diesem Geschehen führt und ihren geistigen Gehalt ausmacht.“

Zwar war mit diesem begrifflichen Umschwung ein erster Schritt zu einer allgemeinen Lehre von der Straftat getan, doch war die Bezeichnung als „Elemente“ vorerst rein terminologisch: Das „élément matériel“ und das „élément Moral“ standen jedoch eher unverbunden nebeneinander; ersteres als Lehre von der Handlung, letzteres als Lehre vom Täter. Die wichtigsten dogmatischen Erneuerungen auf dem Weg zur klassischen „division tripartite“ stammten von Edmond Villey und Armand Lainé. Villey postulierte 1877 die unmittelbare Beziehung von „élément intentionnel“ und äußerem Ereignis. Er bereitete auch das bis heutige gültige dritte Element als Voraussetzung der Strafbarkeit vor. Demnach ist „infraction“:

« toute action ou inaction contraire à un commandement posé par la loi sous une sanction pénale et qui ne se justifie pas par l’exercice d’un droit »

„jede Handlung oder einem Gebot zuwiderlaufende Unterlassung, die durch das Gesetz unter Strafe gestellt ist und die sich nicht durch die Ausübung eines Rechts rechtfertigt“

Vollendet wurde dieser Ansatz durch Lainés „élément légal:“ Der Gesetzlichkeitsgrundsatz – bereits seit den Verfassungen von 1791, 1793 und III geltendes Recht – war damit vom verfassungsrechtlichen Grundsatz zum echten Bestandteil einer dreiteiligen Lehre von der Straftat geworden bestehend aus Tat, Täter und Gesetz.